# Coppa delle Nazioni Arabe di pallacanestro
La Coppa delle Nazioni Arabe di pallacanestro(in arabo البطولة العربية لكرة السلة للرجال‎?), conosciuta anche con il nome inglese di Arab Basketball Championship (ABC), è una competizione sportiva regionale di pallacanestro che si svolge, di norma, ogni due anni tra le squadre nazionali maschili dei membri della Confederazione Araba di Basket.
La prima edizione della competizione si è svolta nel 1974 a Baghdad in Iraq e vide la vittoria dell'Egitto che concluse il torno al primo posto. La nazionale dell'Egitto è anche quella che ha conquistato il maggior numero di vittorie finale, ben 13.
L'ultima edizione della competizione si è tenuta tra il dicembre 2023 ed il gennaio 2024 ad Il Cairo ed ha visto la vittoria dell'Egitto, che ha sconfitto in finale la Libia con il risultato di 67-47.

## Albo d'oro
| 1974 Dettagli | Baghdad         | Egitto         | –                | Iraq           | Libano              | –                | Algeria             |
| 1975 Dettagli | Kuwait City     | Sudan          | –                | Iraq           | Kuwait              | –                | Somalia             |
| 1978 Dettagli | Cairo           | Egitto         | –                | Arabia Saudita | Kuwait              | –                | Bahrein             |
| 1981 Dettagli | Tunisi          | Tunisia        | –                | Algeria        | Mauritania          | –                | Kuwait              |
| 1983 Dettagli | Amman           | Tunisia        | –                | Giordania      | Iraq                | –                | Arabia Saudita      |
| 1985          | Cairo           | Non disputato  | Non disputato    | Non disputato  | Non disputato       | Non disputato    | Non disputato       |
| 1987 Dettagli | Cairo           | Egitto         | –                | Iraq           | Giordania           | –                | Emirati Arabi Uniti |
| 1989 Dettagli | Damasco         | Egitto         | –                | Iraq           | Giordania           | –                | Tunisia             |
| 1991 Dettagli | Cairo           | Egitto         | –                | Siria          | Tunisia             | –                | Arabia Saudita      |
| 1992 Dettagli | Damasco         | Siria          | –                | Giordania      | Tunisia             | –                | Egitto              |
| 1994 Dettagli | Cairo           | Egitto         | –                | Algeria        | Siria               | –                | Emirati Arabi Uniti |
| 1997 Dettagli | Beirut          | Arabia Saudita | –                | Siria          | Emirati Arabi Uniti | –                | Libano              |
| 1999 Dettagli | Amman           | Egitto         | –                | Giordania      | Qatar               | e                | Siria               |
| 2000 Dettagli | Algeri          | Egitto         | –                | Algeria        | Marocco             | –                | Tunisia             |
| 2002 Dettagli | Cairo           | Egitto         | –                | Algeria        | Tunisia             | –                | Iraq                |
| 2005 Dettagli | Riyadh          | Algeria        | –                | Marocco        | Giordania           | –                | Tunisia             |
| 2007 Dettagli | Cairo           | Giordania      | 80–69            | Egitto         | Arabia Saudita      | e                | Tunisia             |
| 2008 Dettagli | Tunisi          | Tunisia        | 83–77            | Giordania      | Egitto              | 83–64            | Siria               |
| 2009 Dettagli | Rabat           | Tunisia        | 70–50            | Egitto         | Marocco             | 85–81            | Siria               |
| 2010 Dettagli | Beirut          | Egitto         | 60–57            | Libano         | Marocco             | 74–64            | Algeria             |
| 2015 Dettagli | Sharm el-Sheikh | Egitto         | 78–54            | Algeria        | Iraq                | 59–58            | Arabia Saudita      |
| 2017 Dettagli | Cairo           | Egitto         | 96–90            | Marocco        | Bahrein             | 79–69            | Arabia Saudita      |
| 2018 Dettagli | Cairo           | Arabia Saudita | 85–81            | Algeria        | Egitto              | 84–72            | Bahrein             |
| 2022 Dettagli | Dubai           | Libano         | 72–69            | Tunisia        | Algeria             | 93–77            | Somalia             |
| 2023 Dettagli | Cairo           | Egitto         | 67–47            | Libia          | Tunisia             | 73–66            | Emirati Arabi Uniti |
| 2025 Dettagli | Madinat 'Isa    | Algeria        | Formato a girone | Tunisia        | Emirati Arabi Uniti | Formato a girone | Bahrein             |

## Medagliere per nazioni
Dati aggiornati all'edizione 2025
| Posiz. | Nazione             | Oro | Argento | Bronzo | Totale |
| ------ | ------------------- | --- | ------- | ------ | ------ |
| 1°     | Egitto              | 13  | 2       | 2      | 17     |
| 2°     | Tunisia             | 4   | 2       | 5      | 11     |
| 4°     | Algeria             | 2   | 6       | 1      | 9      |
| 3°     | Arabia Saudita      | 2   | 1       | 1      | 4      |
| 5°     | Giordania           | 1   | 4       | 3      | 8      |
| 6°     | Siria               | 1   | 2       | 2      | 5      |
| 7°     | Libano              | 1   | 1       | 1      | 3      |
| 8°     | Sudan               | 1   | 0       | 0      | 1      |
| 9°     | Iraq                | 0   | 4       | 2      | 6      |
| 10°    | Marocco             | 0   | 2       | 3      | 5      |
| 11°    | Libia               | 0   | 1       | 0      | 1      |
| 12°    | Kuwait              | 0   | 0       | 2      | 2      |
| 12°    | Emirati Arabi Uniti | 0   | 0       | 2      | 2      |
| 13°    | Bahrein             | 0   | 0       | 1      | 1      |
| 13°    | Mauritania          | 0   | 0       | 1      | 1      |
| 13°    | Qatar               | 0   | 0       | 1      | 1      |